# World Trade Center Abu Dhabi
O Central Market Project é constituído por um complexo de três arranha-céus, um supertall, que estão em construção em Abu Dhabi, nos Emirados Árabes Unidos. A construção das três torres está programado para terminar em 2010. O edifício mais alto, o Central Market Residential Tower, está programado para se tornar o segundo edifício mais alto de Abu Dhabi e os arranha-céus com a maior parte dos andares na cidade após a sua conclusão em 2010. O edifício residencial terá 374 metros (1227 pés) de altura e conter 88 andares. O complexo inclui um mandato mais curto e o edifício do hotel, que também estarão entre as mais altas da cidade.  O gabinete da torre, chamada Central Market Commercial Tower, está prevista a subir 280 m (919 pés) e ter 60 andares. O edifício mais curto, o Central Market Hotel Tower, vai ficar 254 m (833 pés) de altura e 58 andares da casa hotel espacial.